# Hudson (Ohio)
Hudson is een plaats (city) in de Amerikaanse staat Ohio, en valt bestuurlijk gezien onder Summit County.

## Demografie
Bij de volkstelling in 2000 werd het aantal inwoners vastgesteld op 22.439.
In 2006 is het aantal inwoners door het United States Census Bureau geschat op 23.154, een stijging van 715 (3.2%).

## Geografie
Volgens het United States Census Bureau beslaat de plaats een oppervlakte van
67,0 km², waarvan 66,3 km² land en 0,7 km² water. Hudson ligt op ongeveer 324 m boven zeeniveau.

## Plaatsen in de nabije omgeving
De onderstaande figuur toont nabijgelegen plaatsen in een straal van 12 km rond Hudson.

## Vriendschapsband metSouburg
In de kapel van de Western Reserve Academy, een kostschool in Hudson hangt sinds 1944 de klok Wester Souburch uit 1611 met de insprictie "Die mijnen naam wilt weten, Wester Souburch bin ick geheten". De klok is in 1611 in Middelburg gegoten door Jan Burgerhuys, en heeft waarschijnlijk gehangen in de verdwenen grote kerk van West-Souburg. Hoe de klok in Hudson terecht is gekomen is niet bekend.
In de jaren 1920 ontdekt Helen Kitzmiller de inscriptie en na het nodige speurwerk wordt de band met Zeeland duidelijk. Als zij in 1945 leest over de inundatie van Walcheren herkent ze de plaatsnaam West-Souburg. Voor haar reden om een hulpactie op touw te zetten om het getroffen Souburg te helpen. De distributie van de ingezamelde goederen gebeurde in november 1945 door een hulpafdeling van het Rode Kruis, de HARK. In 1948 herhaalt mw. Kitzmiller de actie door in Hudson "S day" te organiseren, een dag waarop met talloze initiatieven fondsen bij elkaar gebracht worden om Souburg opnieuw te helpen met geld en kledingpakketten. Er blijft ook na deze actie een actieve briefwisseling tussen Kitzmiller en de burgemeester van Oost- en West-Souburg Arend Hendrik Steven Stemerding. En na de Watersnood van 1953 volgt een volgende hulpactie vanuit Hudson. Omdat Souburg deze keer zelf niet getroffen is wordt het bijeengebrachte geld gestort in het Rampenfonds Mevrouw Kitzmiller sterft tijdens haar reis in Europa in februari 1956, waarmee ook de relatie tussen Hudson en Souburg tot een einde komt. In oktober 1991 is er éénmalig opnieuw contact door een bezoek vanuit Hudson aan Souburg naar aanleiding van de hulpacties uit december 1945.